# Wojciechy (Bartoszyce)
Pour les articles homonymes, voir Wojciechy.
Wojciechy est un village polonais de la voïvodie de Varmie-Mazurie, dans le powiat de Bartoszyce.